# Auguste Vincent (toponymiste)
Pour les articles homonymes, voir Auguste Vincent et Vincent.
Auguste Vincent, né le 21 septembre 1879 à Auderghem en Belgique, et mort le 15 octobre 1962 à Uccle dans le même pays, est un toponymiste, anthroponymiste et bibliophile belge,.

## Éléments biographiques
Fils du météorologiste Jean-Joseph Vincent et de son épouse née Pauline Sturbois, Auguste Vincent voit le jour dans une famille bruxelloise versée dans les sciences et les lettres. Docteur en philosophie et lettres de l'Université de Bruxelles en 1902,, Auguste Vincent fait carrière à la Bibliothèque royale de Belgique où il est nommé conservateur en 1919, puis conservateur en chef par intérim en 1943. Ses fonctions sont pour lui l'occasion de très nombreuses études et publications (catalogues; séries de manuscrits, d'incunables et d'imprimés; reliures, ex-libris, cartographie, imprimeurs, etc.). Parallèlement, il enseigne la toponymie française et belge à l'Institut des Hautes Études de Belgique à partir de 1919. Également intéressé par l'archéologie, il présente en 1926 une étude très remarquée sur Les premières invasions franques d'après les trouvailles des monnaies.
Très tôt associé à la vie et au développement de la Revue belge de philologie et d'histoire (initialement un simple Annuaire, puis le Bulletin philologique et historique), Auguste Vincent en devient le secrétaire de 1922 à 1925, puis assume de 1925 à 1946 les fonctions de secrétaire général de la Société pour le progrès des études philologiques et historiques, dont la Revue est l'émanation.
Ses travaux et son enseignement le mènent à publier successivement deux importants manuels de toponymie dans les années 1920-1930 : Les Noms de Lieux de la Belgique (1927) et Toponymie de la France (1937). Ce dernier ouvrage de 418 pages, publié deux ans avant La Toponymie française d'Albert Dauzat, constitue une magistrale synthèse des connaissances toponymiques à cette époque. Il y fait l'inventaire des phénomènes présidant à la formation et l'évolution des noms de lieux, ainsi que l'analyse, couche chronologique après couche chronologique, des principaux toponymes français. L'ouvrage d'Auguste Vincent a longtemps constitué (jusqu'à la parution de la Toponymie générale de la France d'Ernest Nègre en 1990-1991) le travail d'ensemble le plus complet sur la toponymie française.
Auguste Vincent se consacre en outre à l'anthroponymie belge, et publie l'un de ses derniers ouvrages, Les Noms de familles de la Belgique, en 1952.
Il est également membre de l'Association des conservateurs d'archives, de bibliothèques et de musées de Belgique, dont il assume la présidence en 1927-1928 ; du Comité international des bibliothèques, où il représente la Belgique de 1927 à 1941 ; de la Commission royale de toponymie et de dialectologie, qu'il préside en 1941-1942 ; de l'Académie royale de Belgique ; et membre d'honneur de nombreux autres comités et associations, dont le Comité international des sciences onomastiques.

## Prix et distinctions
- lauréat de l'Académie royale de Belgique en 1912.
- lauréat de l'Académie française en 1938.

## Publications

### Livres
- Les Noms de Lieux de la Belgique, Librairie générale, Bruxelles, 1927 ; in-8°, XVI-184 p.
- Toponymie de la France, Bruxelles, 1937, 418 p. ; reprint Gérard Montfort, 1984 (consulter en ligne).
- Les Noms de familles de la Belgique, Librairie générale, Bruxelles, 1952, in-8°, 112 p.

### Articles
- « Les déterminatifs de noms propres de lieux semblables », Bulletin philologique et historique I, Bruxelles, 1920, p. 17-20.
- « L'Escaut, étude toponymique », Revue de l'Université de Bruxelles 7-8, avril-mai 1922, Imprimerie médicale et scientifique, Bruxelles; 20 p.
- « Les diminutifs de noms propres de lieux », Revue belge de philologie et d'histoire I, 1922, p. 247-264.
- « Les diminutifs de noms propres de cours d'eau, particulièrement dans le domaine français », Revue belge de philologie et d'histoire IV, 1925, p. 35-76.
- « Les premières invasions franques d'après les trouvailles des monnaies », Mélanges Henri Pirenne, 1926.
- « La technique typographique des incunables, trous de pointures, impressions aveugles », Archives et bibliothèques de Belgique, III, H. Dierickx-Beke fils, Malines, 1926; 4 p.
- « Les noms de cours d'eau formés par découpage d'un nom de cours d'eau ou de lieu », Revue de l'Université de Bruxelles XXXII, 1926-1927, p. 380-399.
- « Les noms de cours d'au diminutifs de noms de lieux, spécialement dans le domaine français », Revue belge de philologie et d'histoire VII, 1928, p. 21-47.
- « Les rapports des noms de cours d'eau et des noms de lieux », Bulletin de la Commission royale de Toponymie et Dialectologie III, 1929, p. 85-153.
- « La toponymie des chefs-lieux de canton », Bulletin du Dictionnaire général de la Langue wallonne XVII, 1932, p. 315-319.
- « Propos de toponymie française », Bulletin de la Commission royale de Toponymie et Dialectologie VII, 1933, p. 117-141.
- « Les diminutifs de noms propres d'îles », Premier Congrès international de Toponymie et d'Anthroponymie, Paris, 1939, p. 280-285.
- « Les noms d'objets creux comme noms de lieux », Mélanges de Linguistique offerts à Albert Dauzat, Paris, 1951, p. 385-396.